# Erik Kjeldsen
Jens Erik Kjeldsen (20 de outubro de 1890 — 22 de fevereiro de 1976) foi um ciclista dinamarquês que competiu representando a Dinamarca na prova de perseguição por equipes nos Jogos Olímpicos de Verão de 1924.